# Ossi Reichert
Ossi Reichert (n. 25 decembrie 1925, Sonthofen, Bavaria, Germania – d. 16 iulie 2006, Ofterschwang, Bavaria, Germania) a fost o schioară alpină ce a reprezentat Germania, medaliată olimpică. A participat la 2 ediții ale Jocurilor Olimpice (1952, 1956) în care a câștigat o medalie de aur și o medalie de argint.